# 雷加莱拉宫

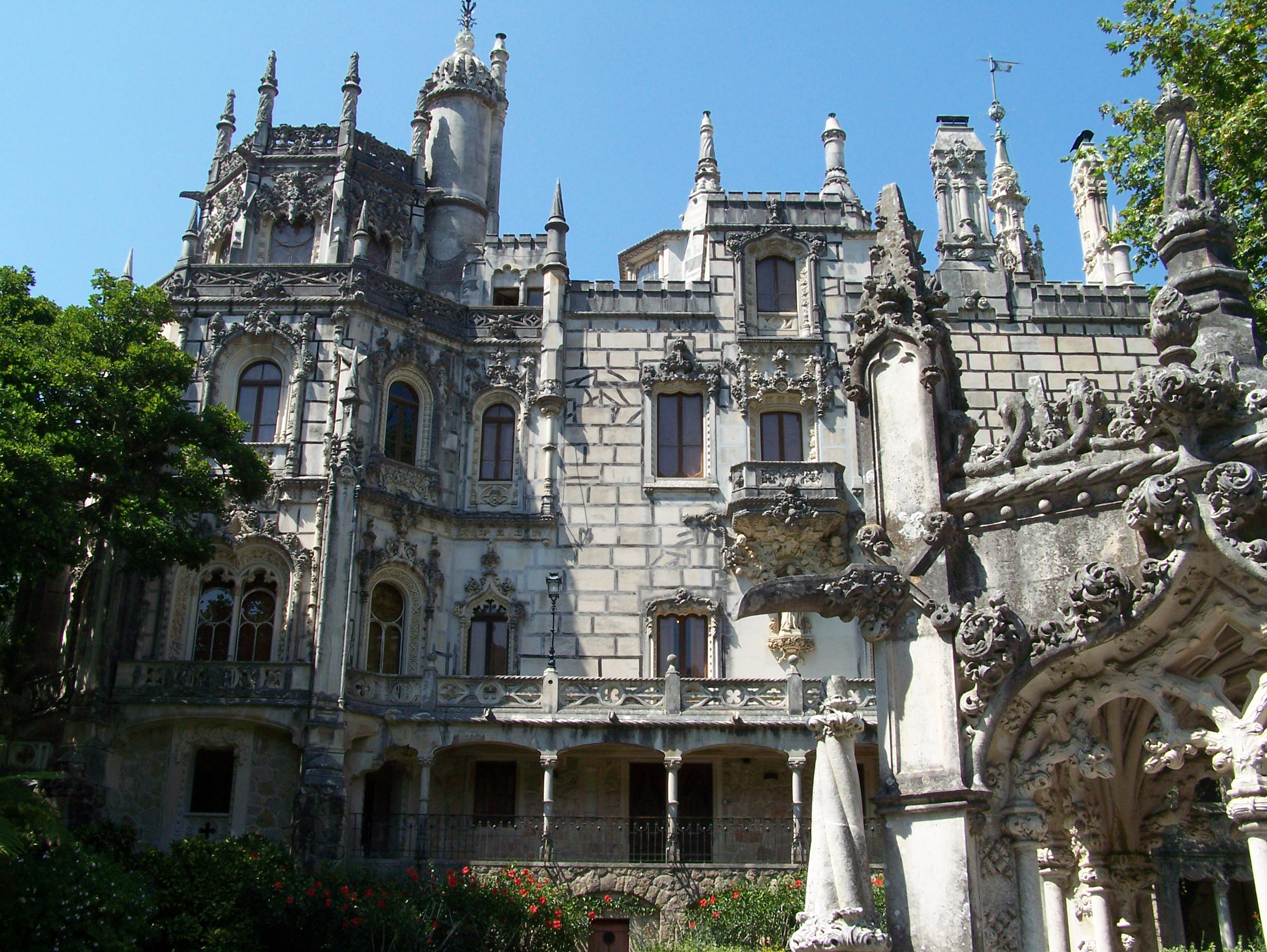

雷加莱拉庄园（Quinta da Regaleira），位于葡萄牙辛特拉历史中心附近，作为辛特拉文化景观的一部分被联合国教科文组织列为世界遗产。
如同这一地区的其他宫殿（如佩纳宫、蒙塞拉特宫和瑟特阿斯宫），它也是辛特拉的主要旅游景点之一。它包括浪漫主义的雷加莱拉宫（葡萄牙語：Palácio da Regaleira），雷加莱拉小堂，以及一个豪华的公园，内有湖泊、洞穴、水井，长椅，喷泉和繁多精美的建筑。此建筑又称为“百万富翁蒙泰罗的宫殿”，得名于第一个主人的的绰号。

## 历史

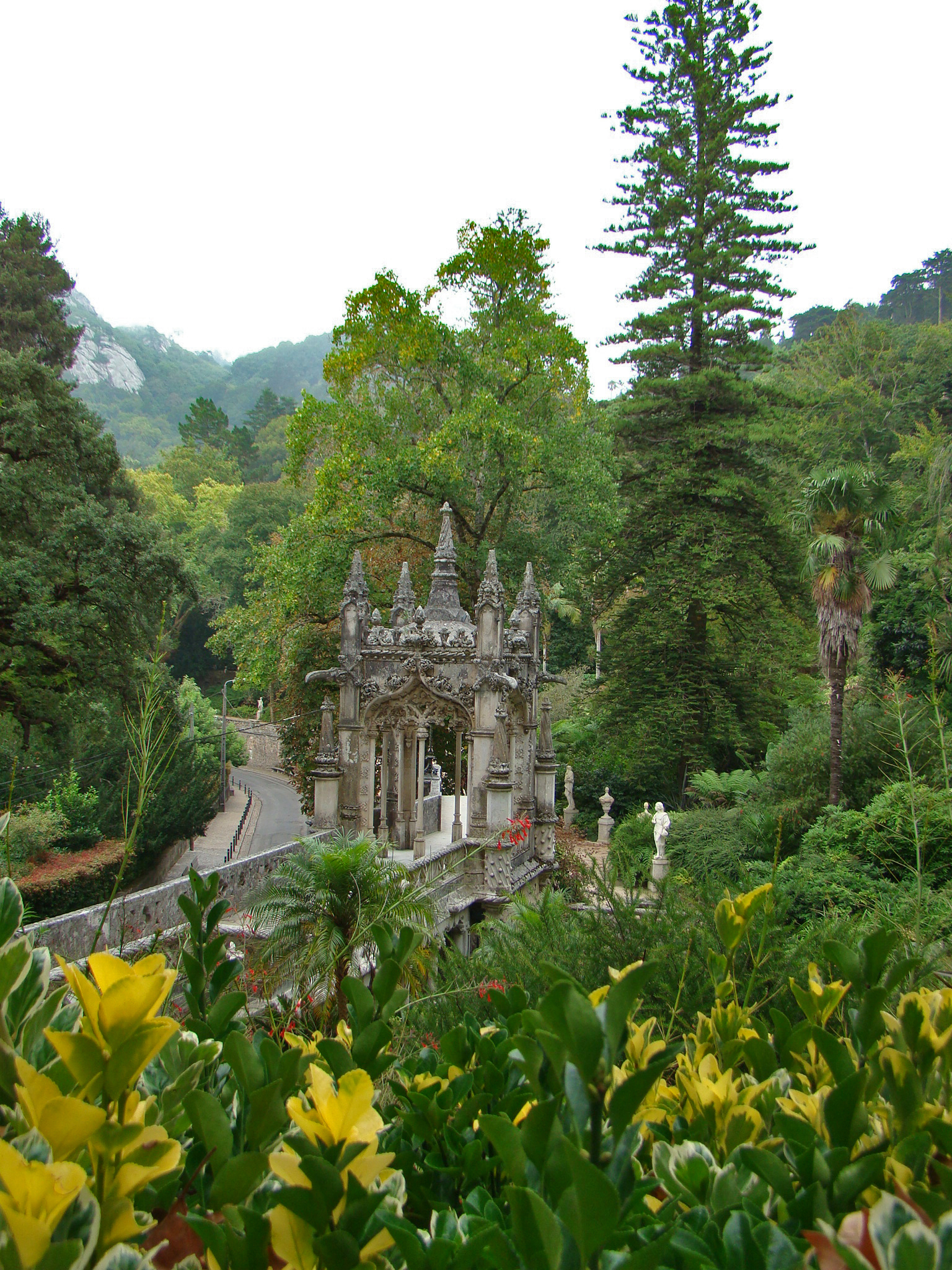
繁茂的植被

这块土地曾有过不少业主。但在1892年，它属于波尔图富商雷加莱拉子爵夫人，在这一年，被安东尼奥·奥古斯托·卡瓦略·蒙泰罗以25,000葡币买下。蒙泰罗希望建立一个扑朔迷离的地方，以收集能反映他的兴趣和意识形态的符号。由意大利建筑师Luigi Manini协助，他设计了4公顷的庄园，有着神秘的建筑，隐藏了关于炼金术、共济会、圣殿骑士团和玫瑰十字会的符号。建筑风格包括罗曼式、哥特式、文艺复兴和曼努埃尔建筑风格。目前的建筑始建于1904年，大部分在1910年结束。
1997年，庄园被辛特拉市政厅收购。1998年6月开始向公众开放。同年8月，被葡萄牙文化部列为“公共利益财产”。

## 宫殿
宫殿有五层（包括地下室）。底楼包含一系列的走廊，连接客厅，饭厅，台球室，阳台，一些较小的房间和几个楼梯。二楼包含卧室（卡瓦略蒙泰罗的卧室通常带阳台）和更衣室。三楼包含卡瓦略蒙泰罗的办公室，和女仆的卧室。四楼包含熨烫室和一个通露台的较小的房间。而地下室包含男仆的卧室，厨房（有将食品提升到地面的电梯），储藏室等。

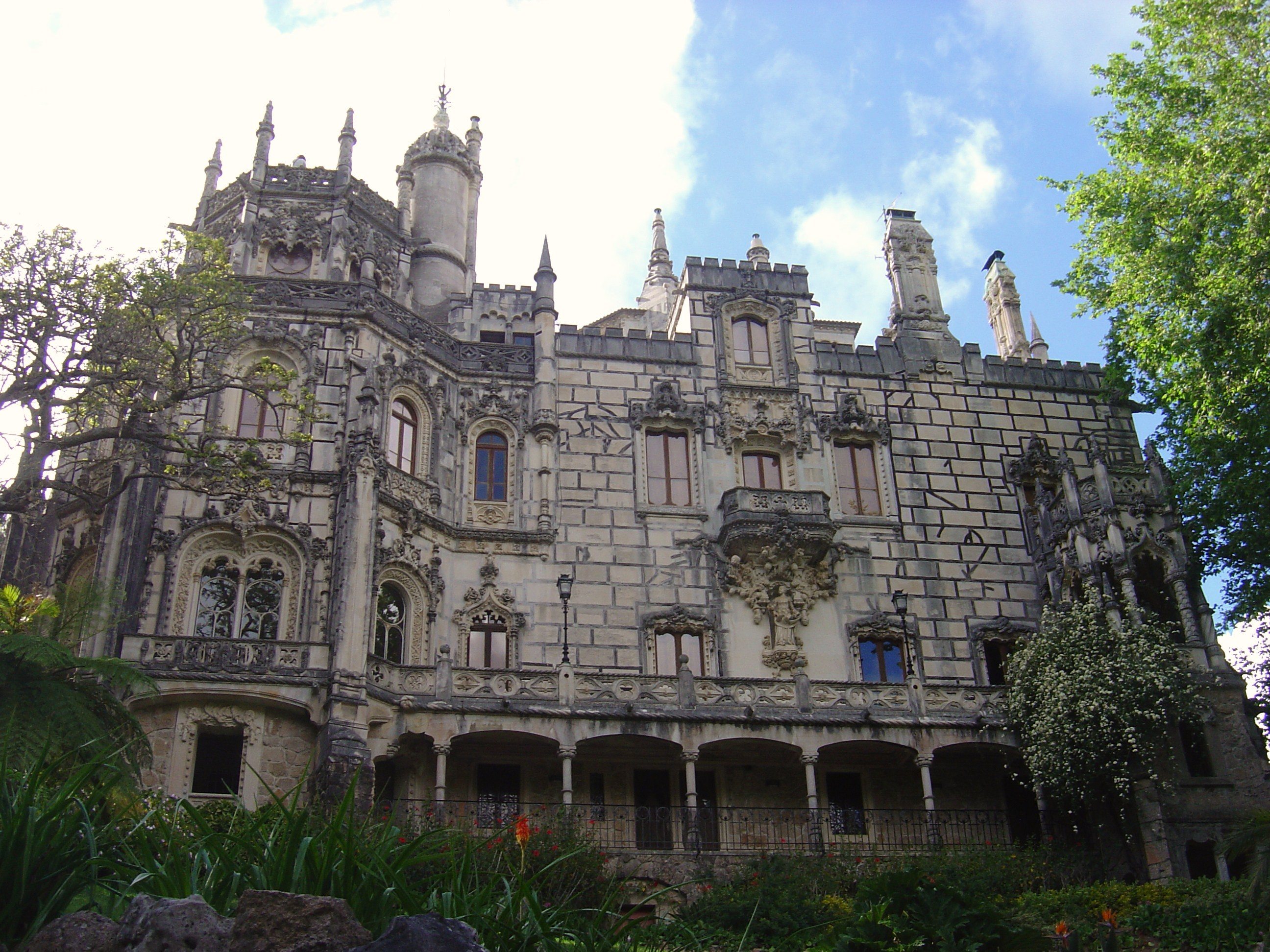
主立面
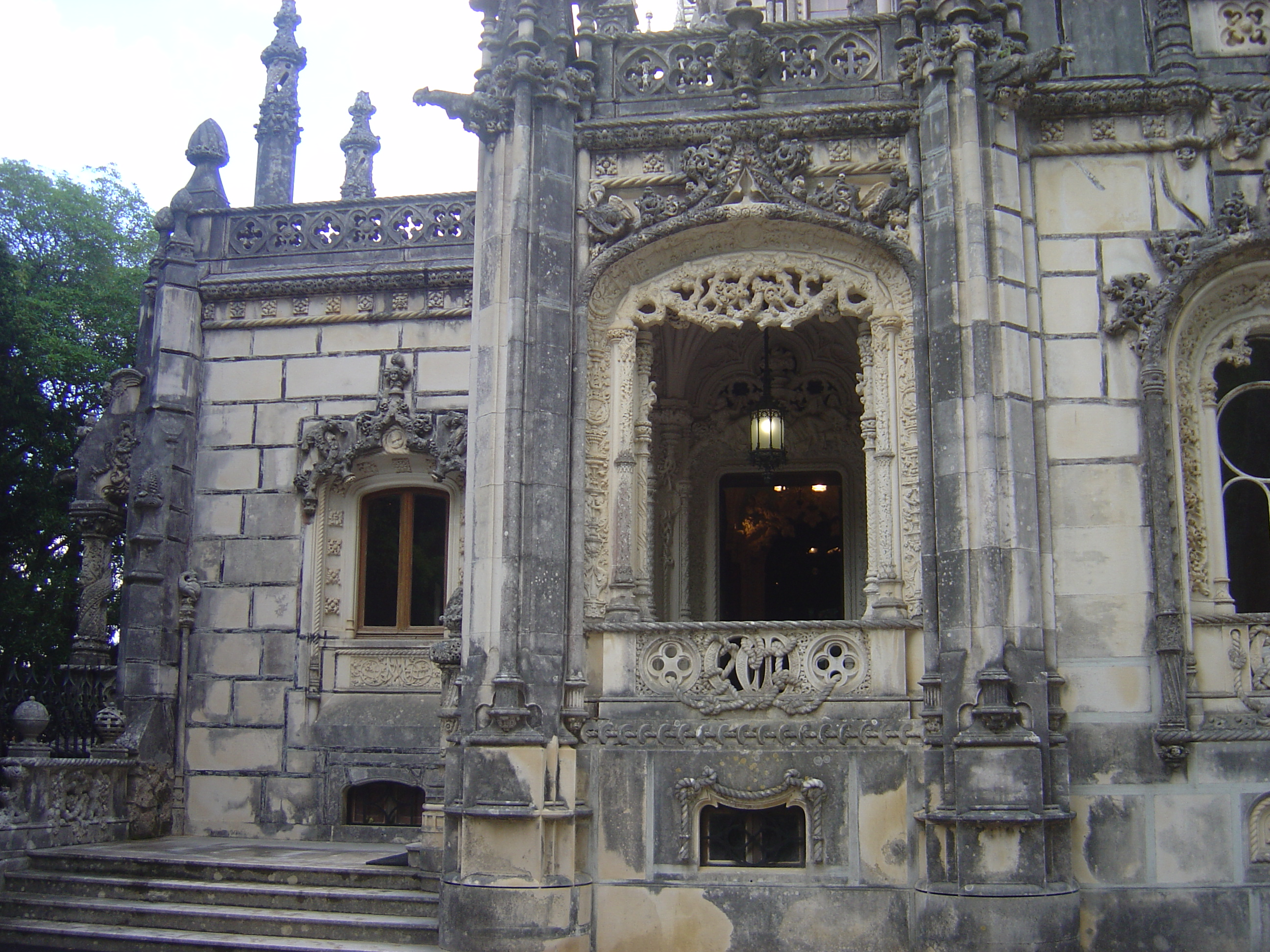
正门
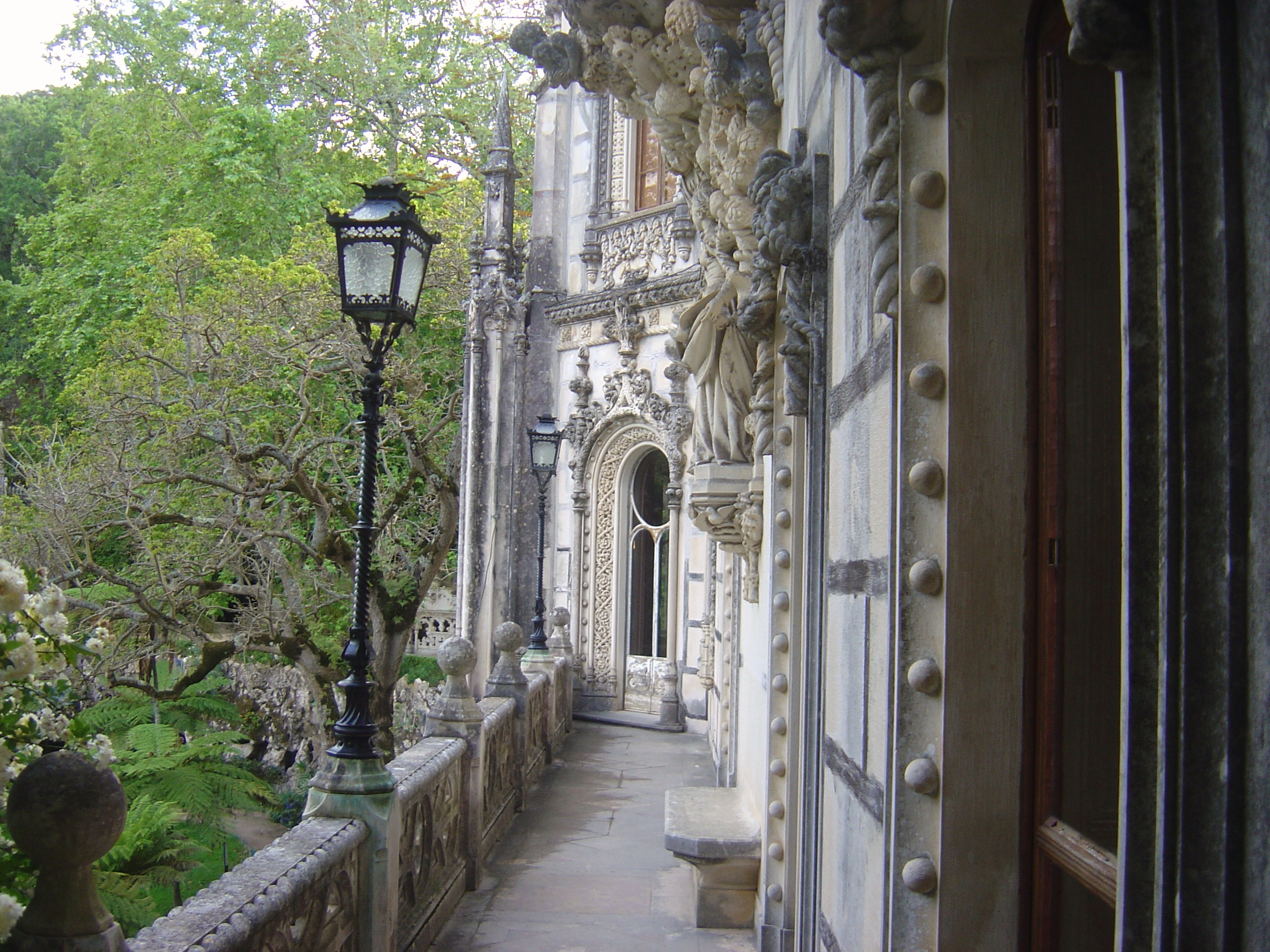
阳台
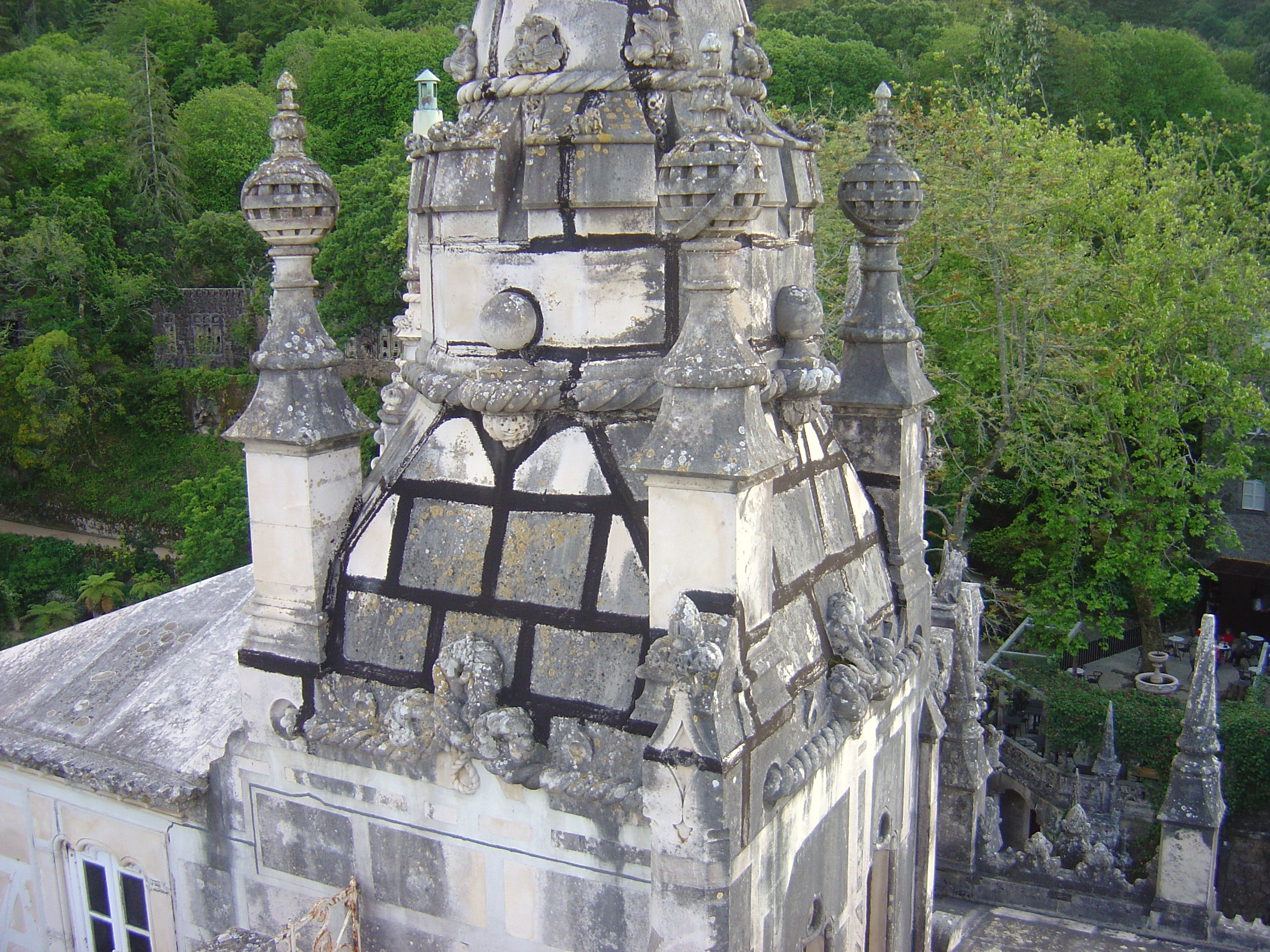
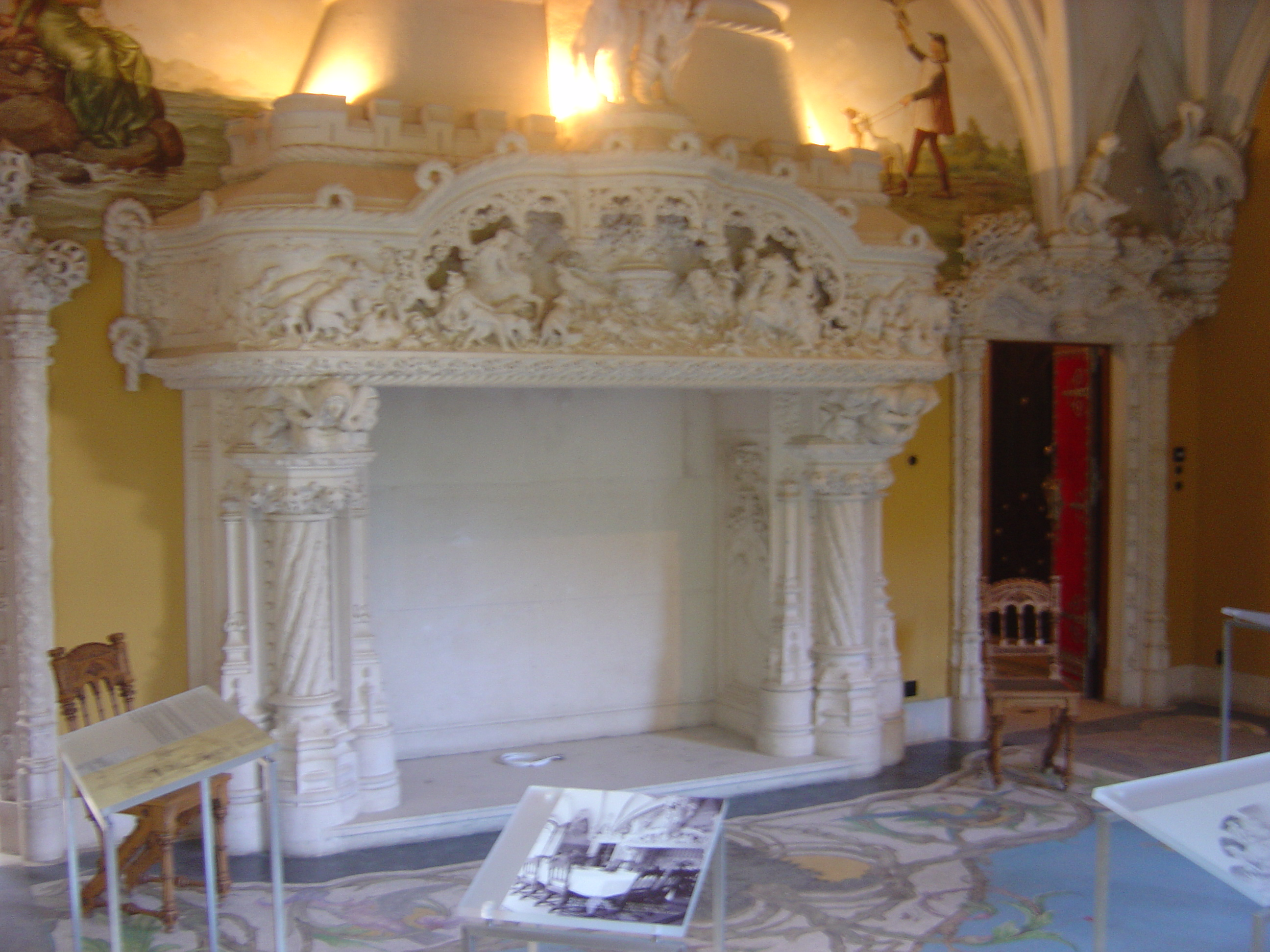
饭厅的壁炉
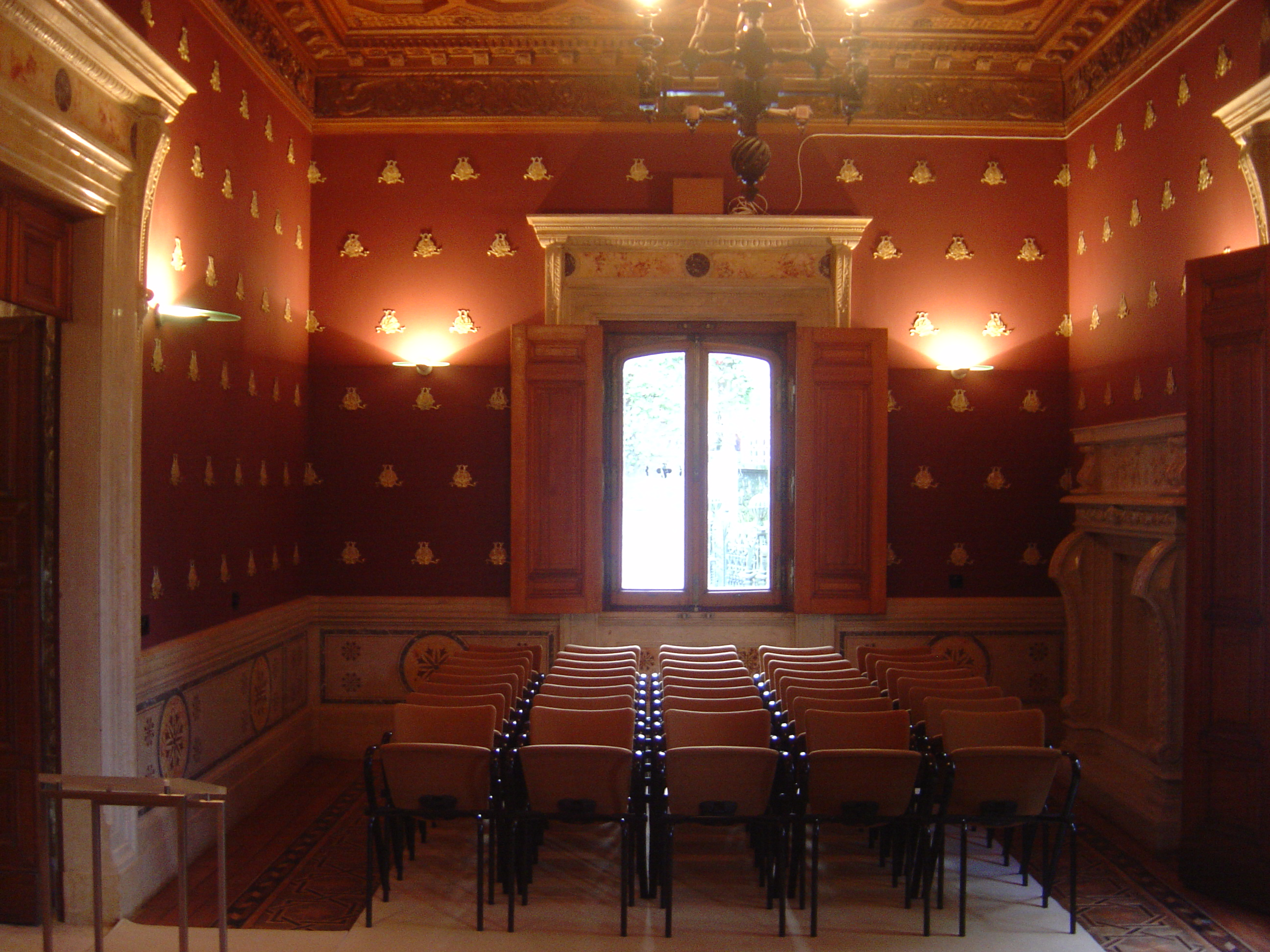
客厅
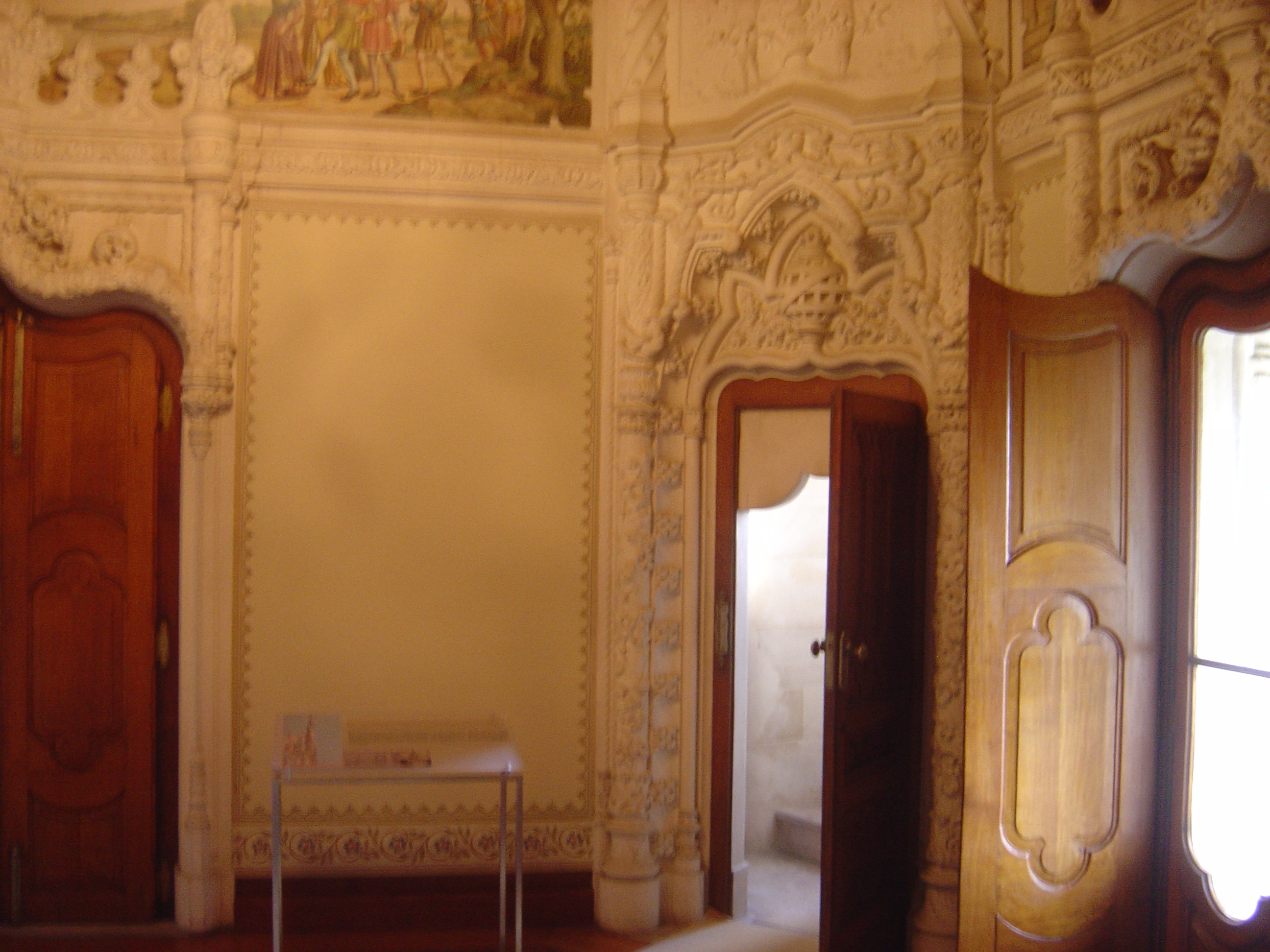
螺旋楼梯的入口
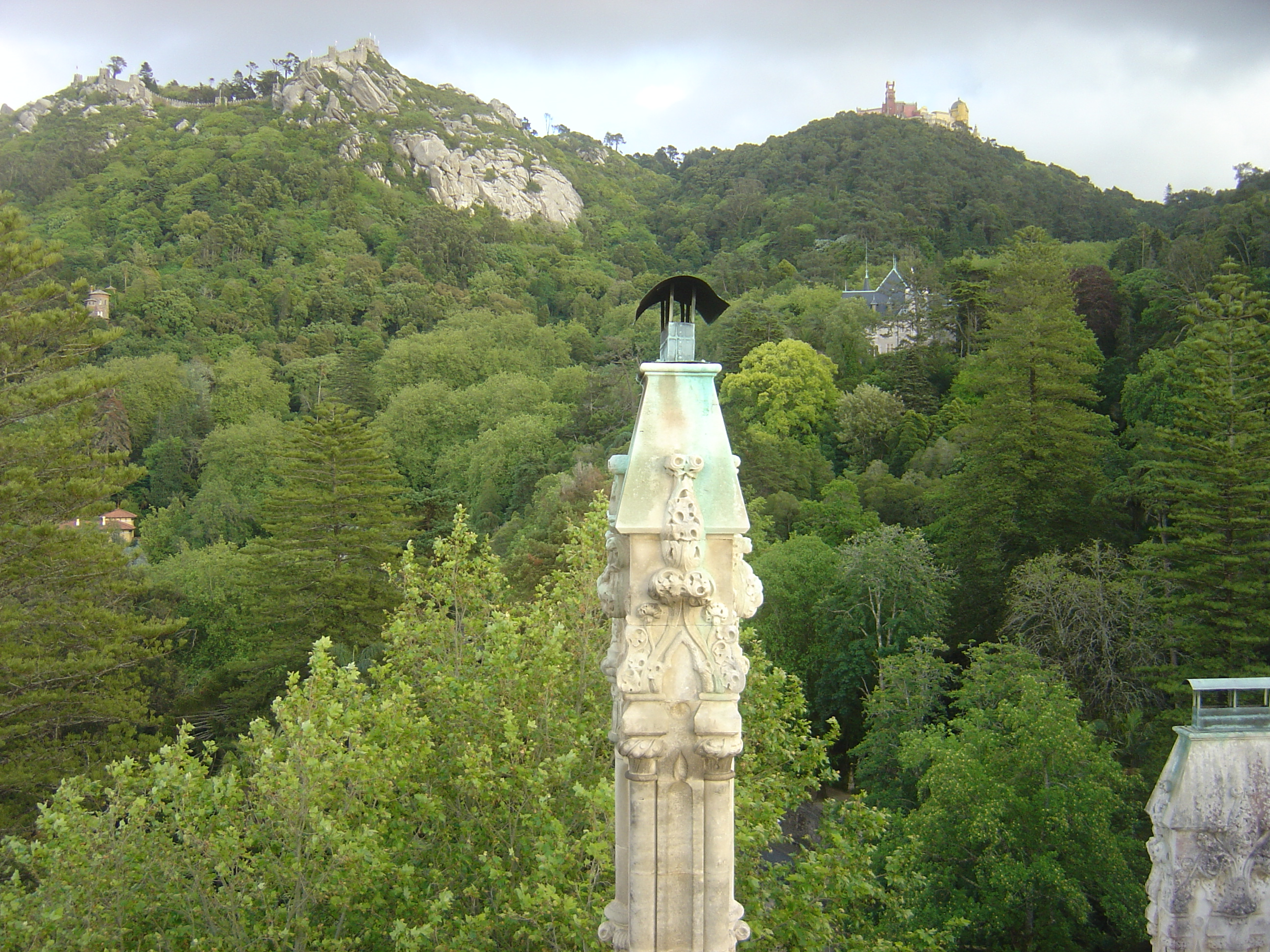
一个烟囱。可见到山上摩尔人城堡和佩纳宫

## 小堂

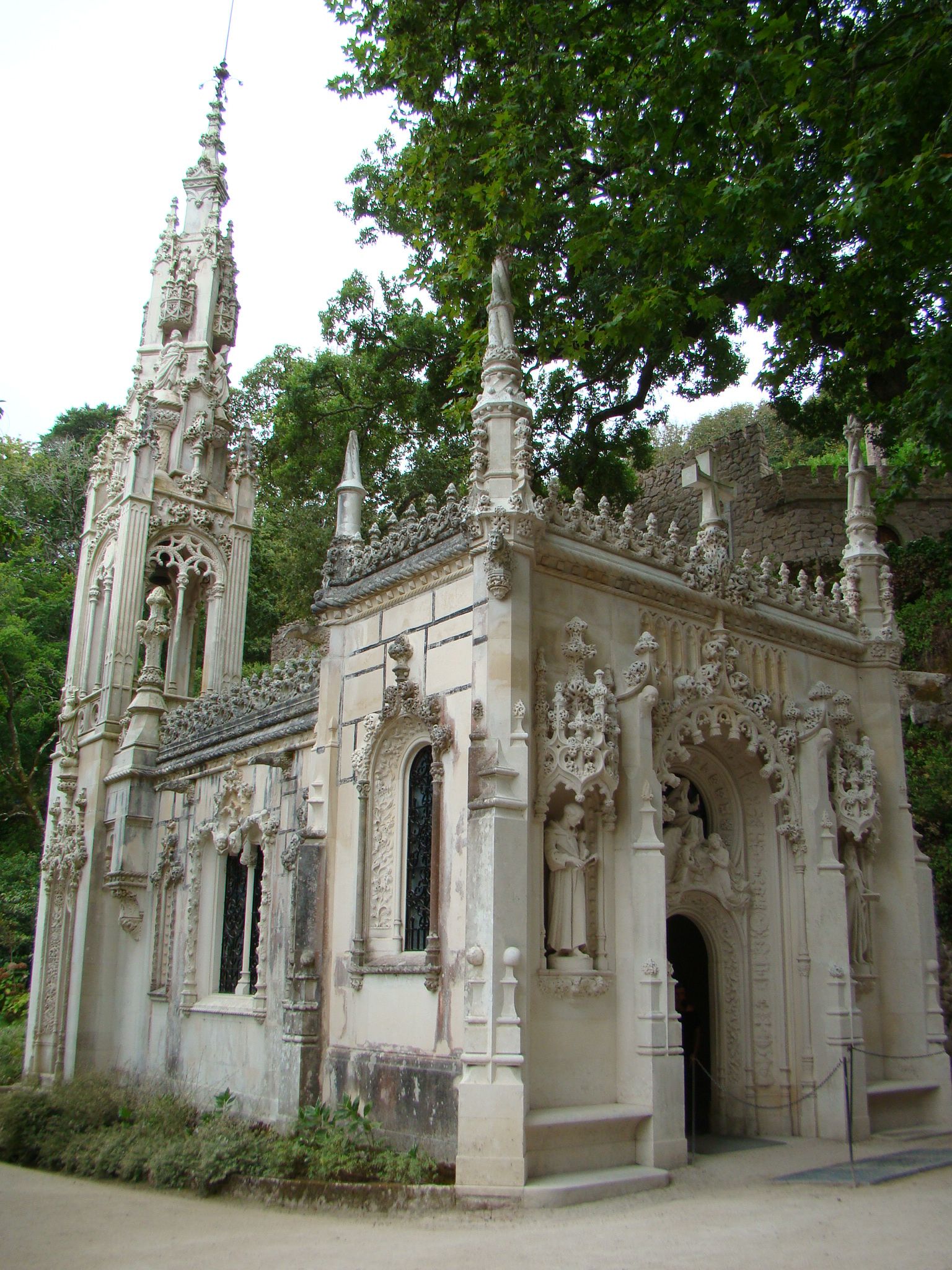
侧视图

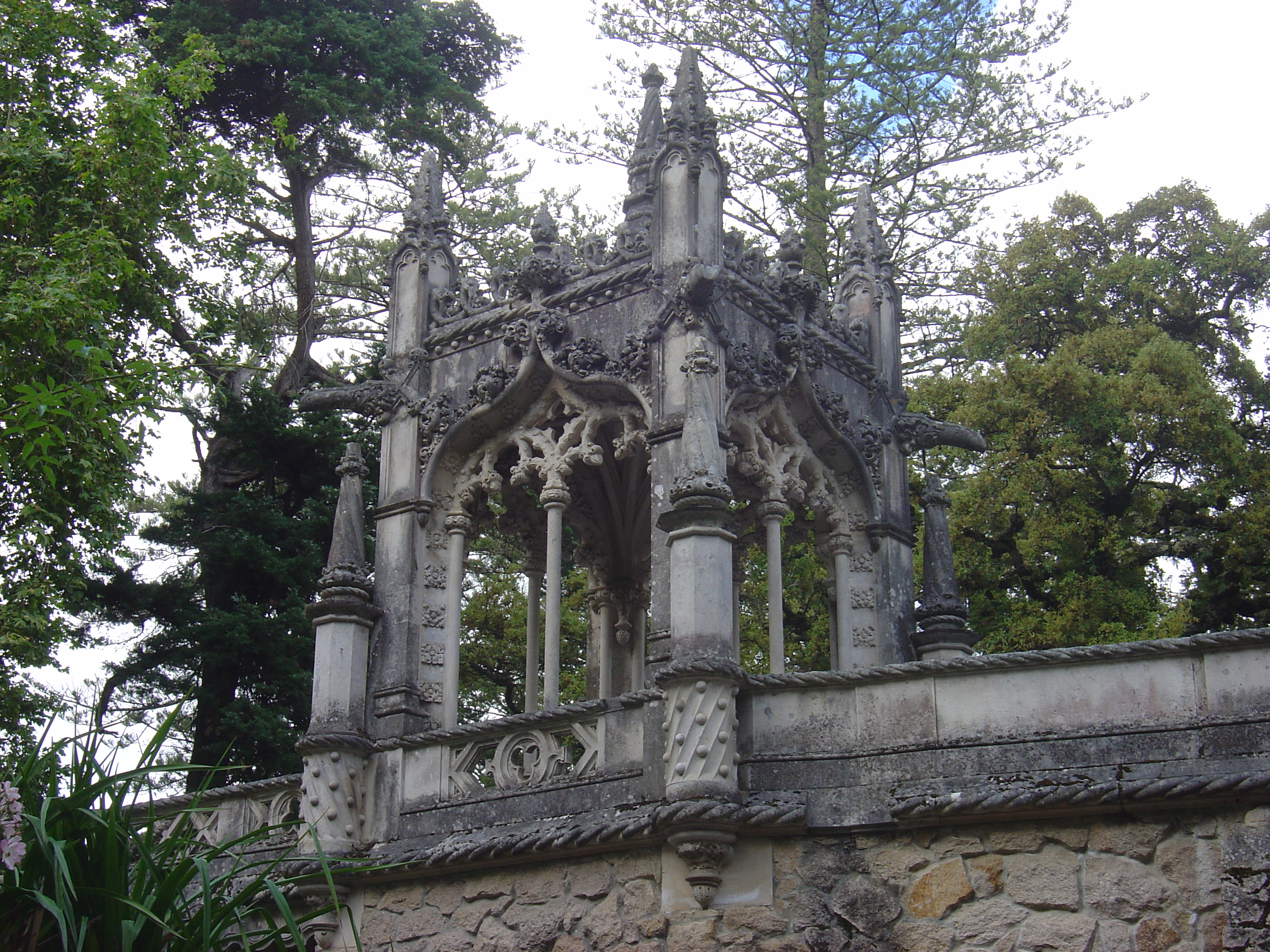
凉亭
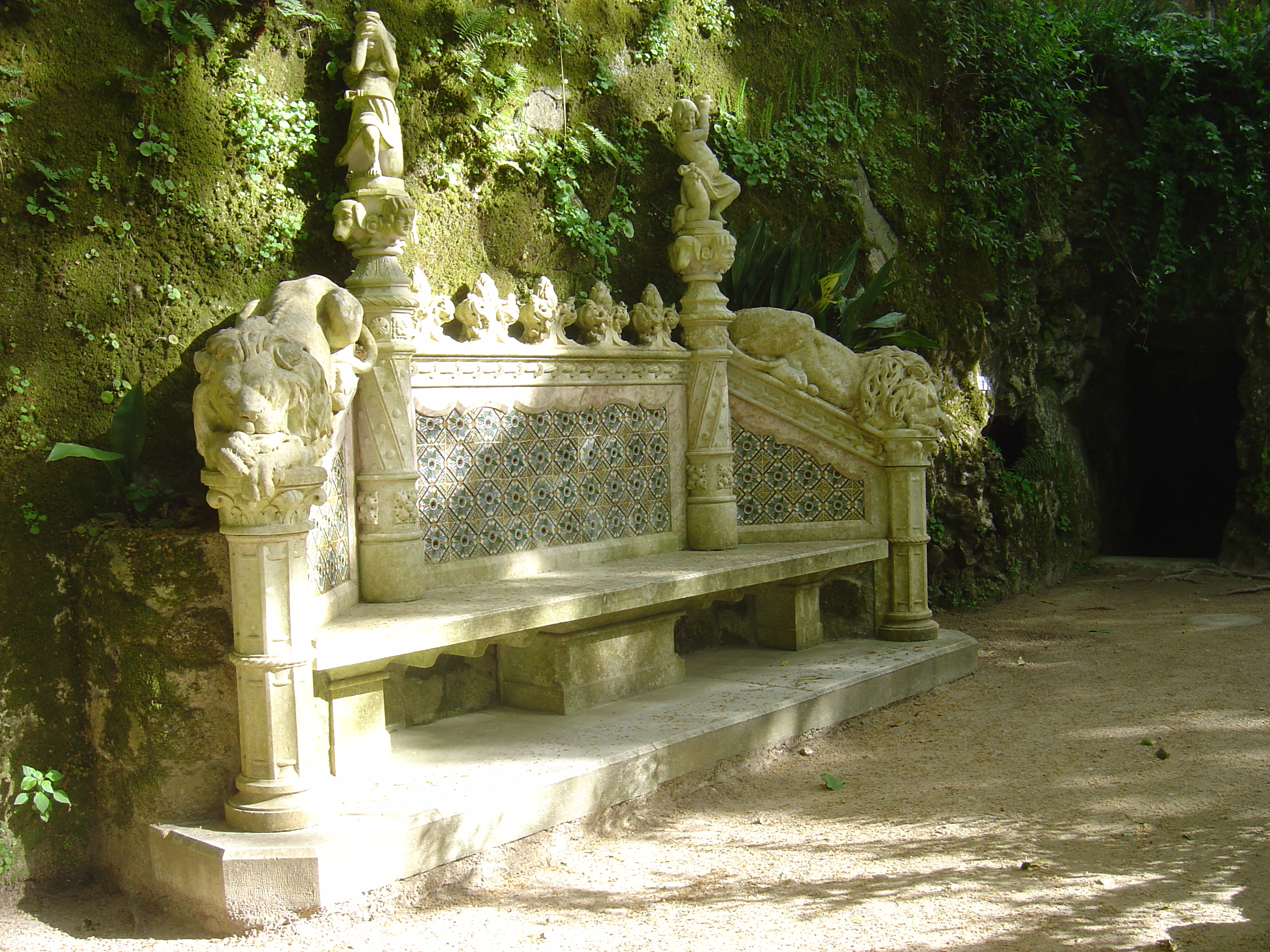
长椅
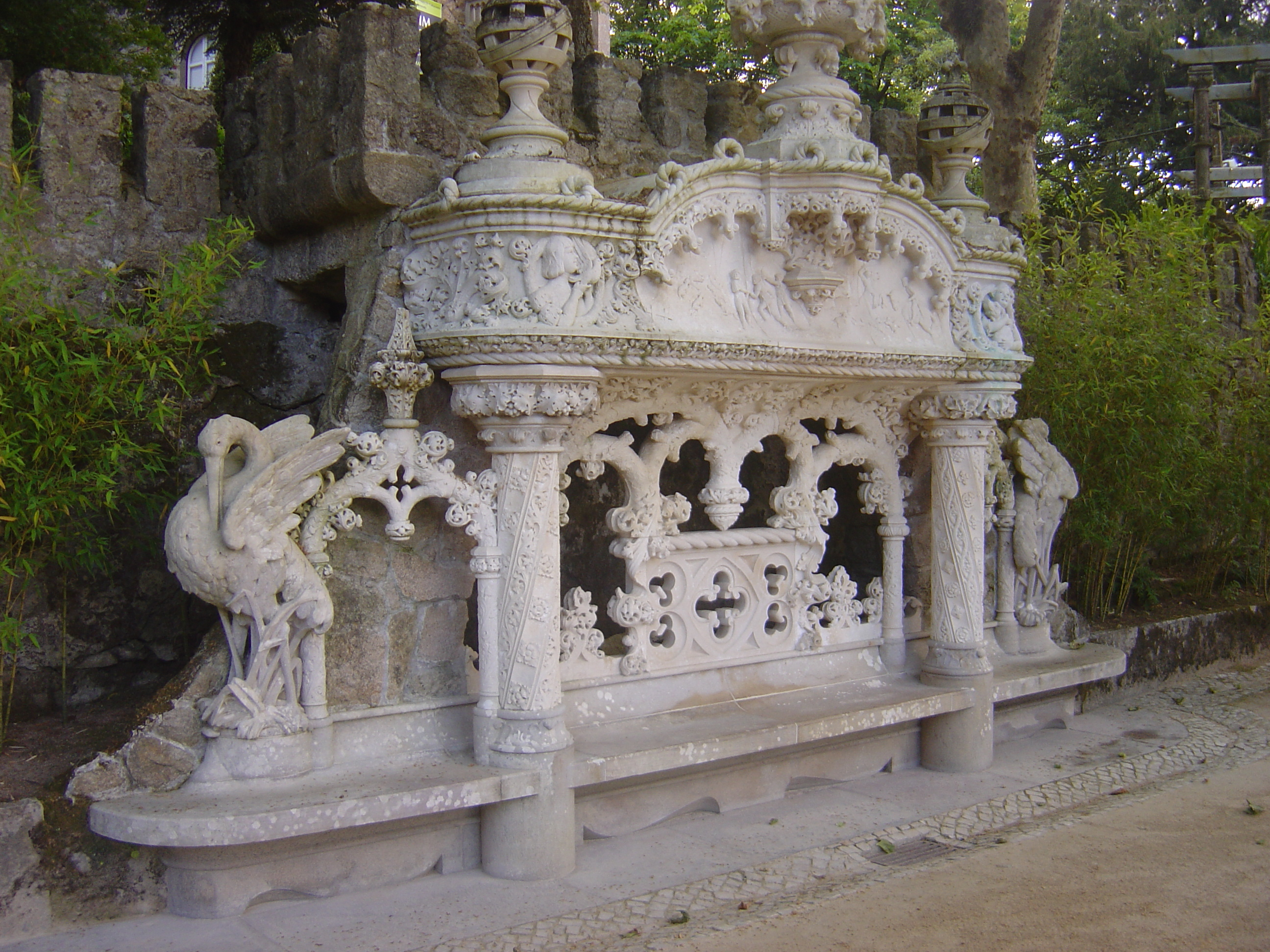
长椅
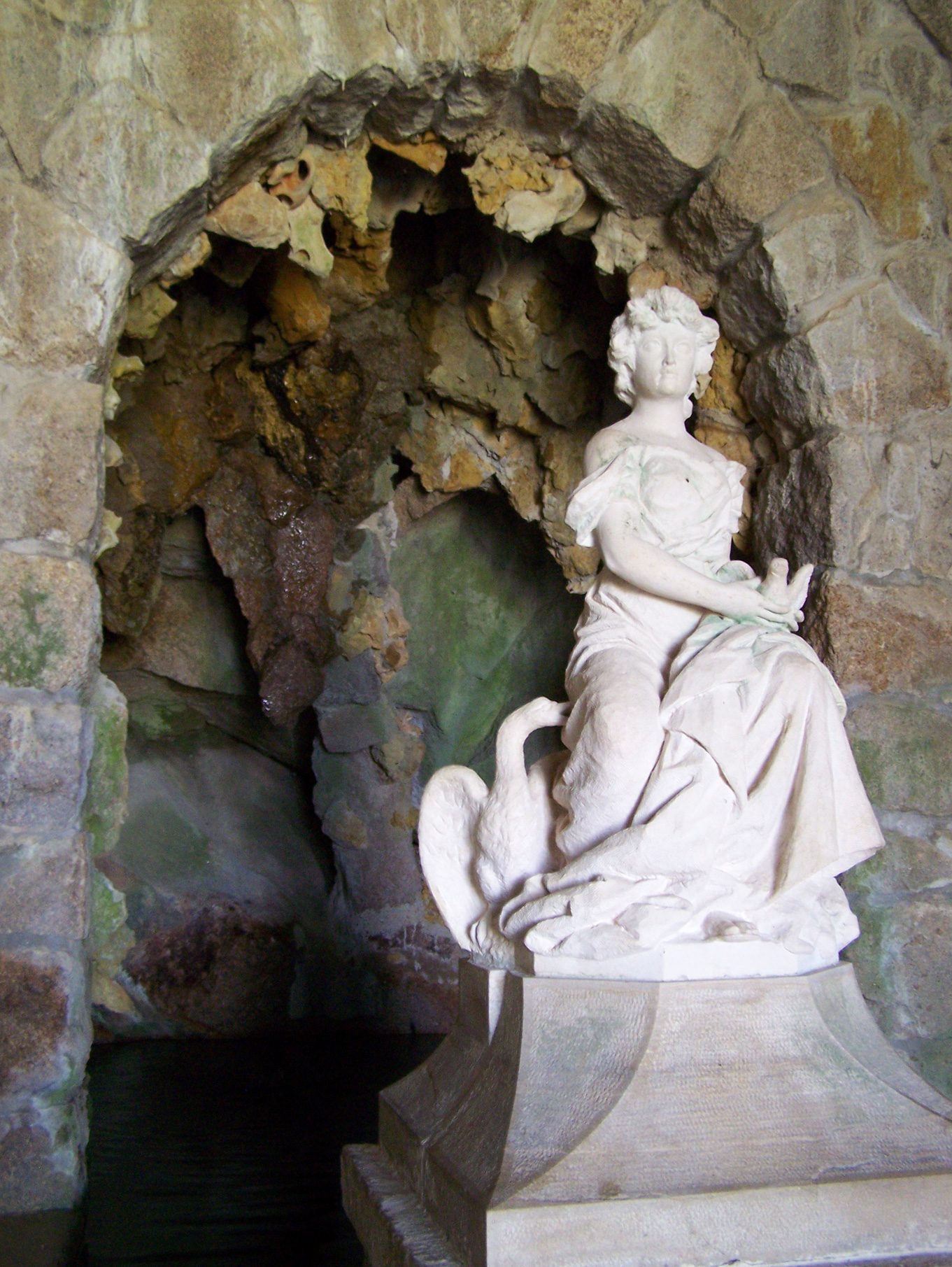
洞穴

雷加莱拉小堂是一个罗马天主教小圣堂，位于宫殿的主立面之前。其内部装饰着丰富的壁画、花窗玻璃和豪华的灰泥。

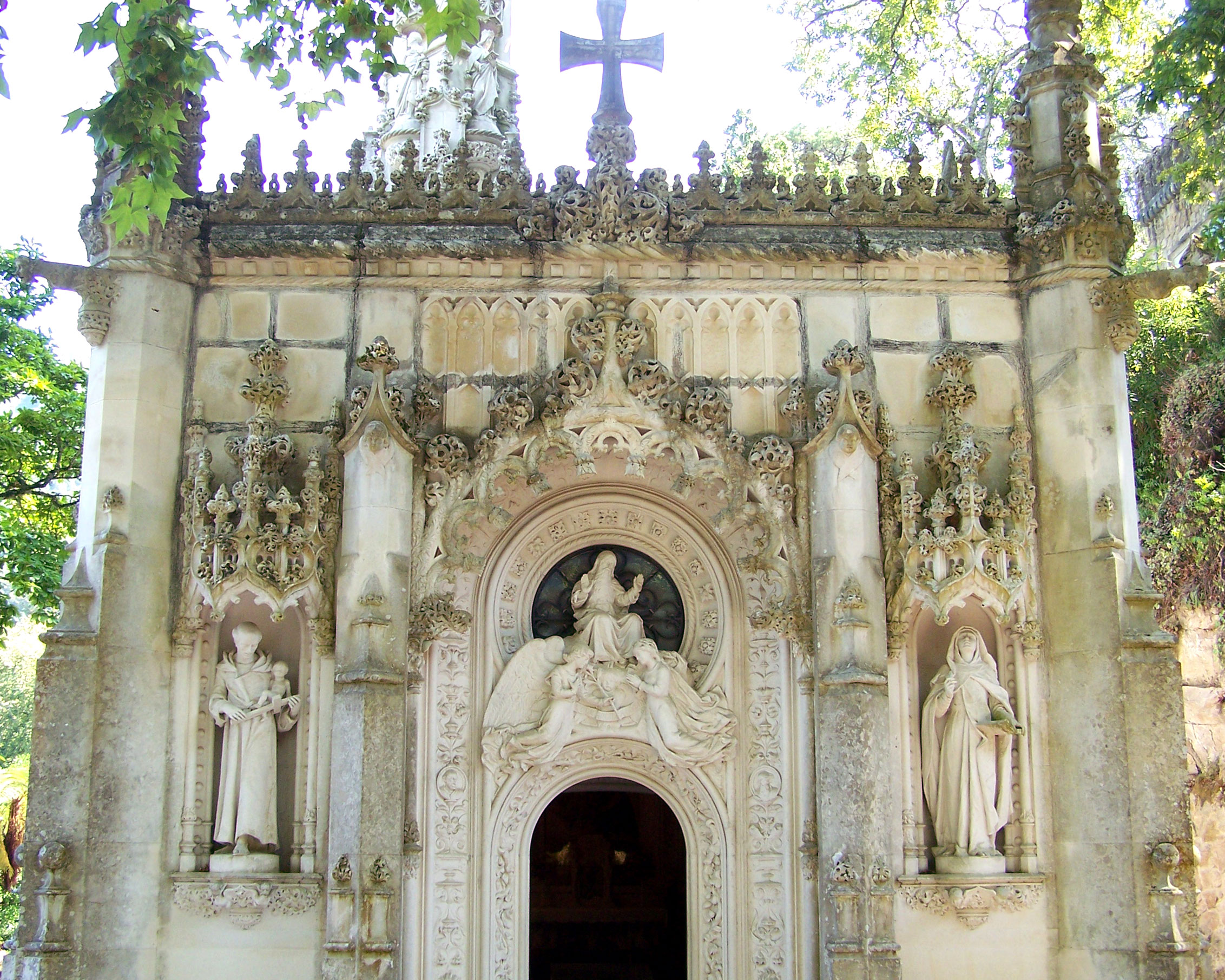
正门
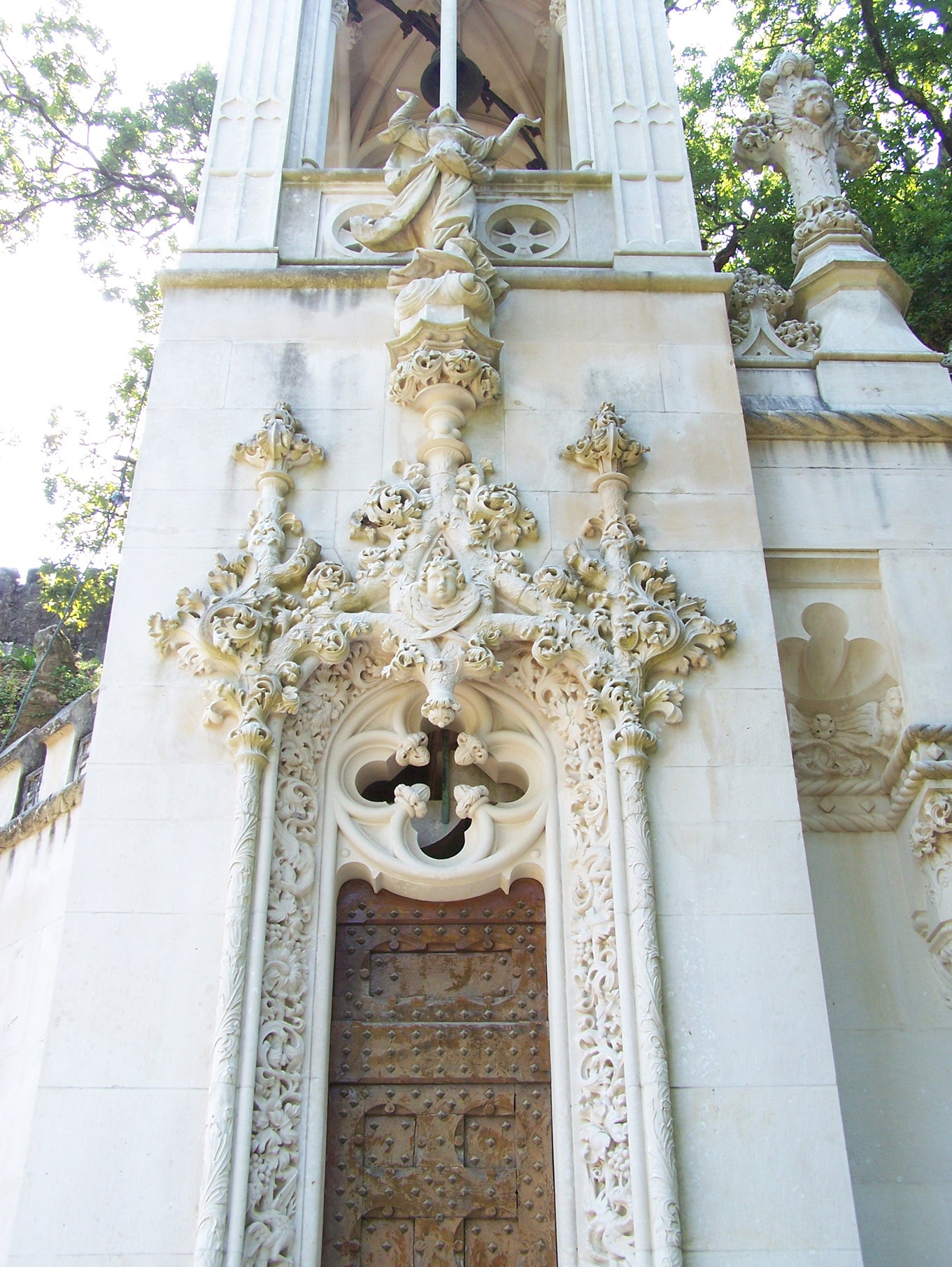
侧门
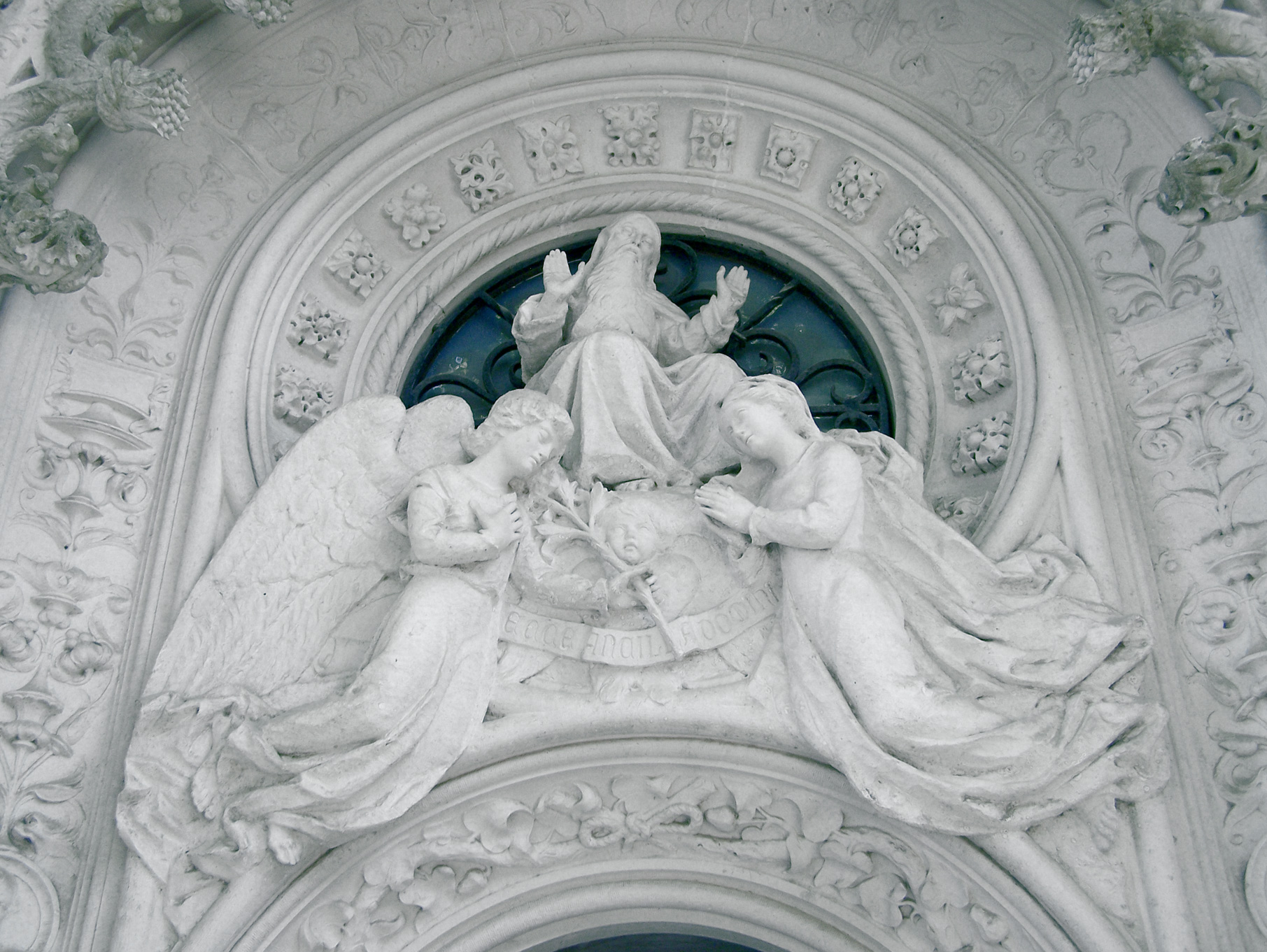
正门上方
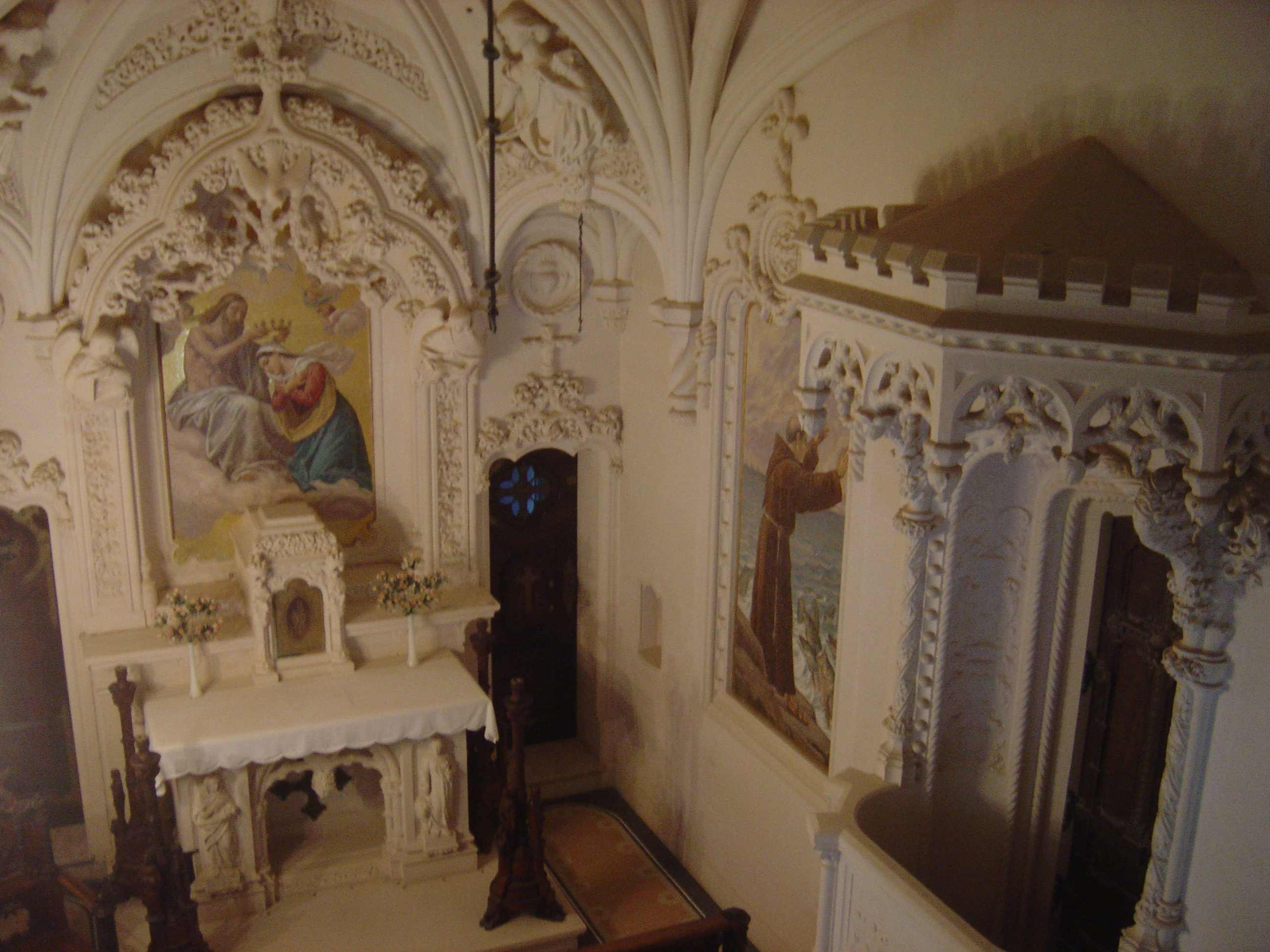
小堂内部
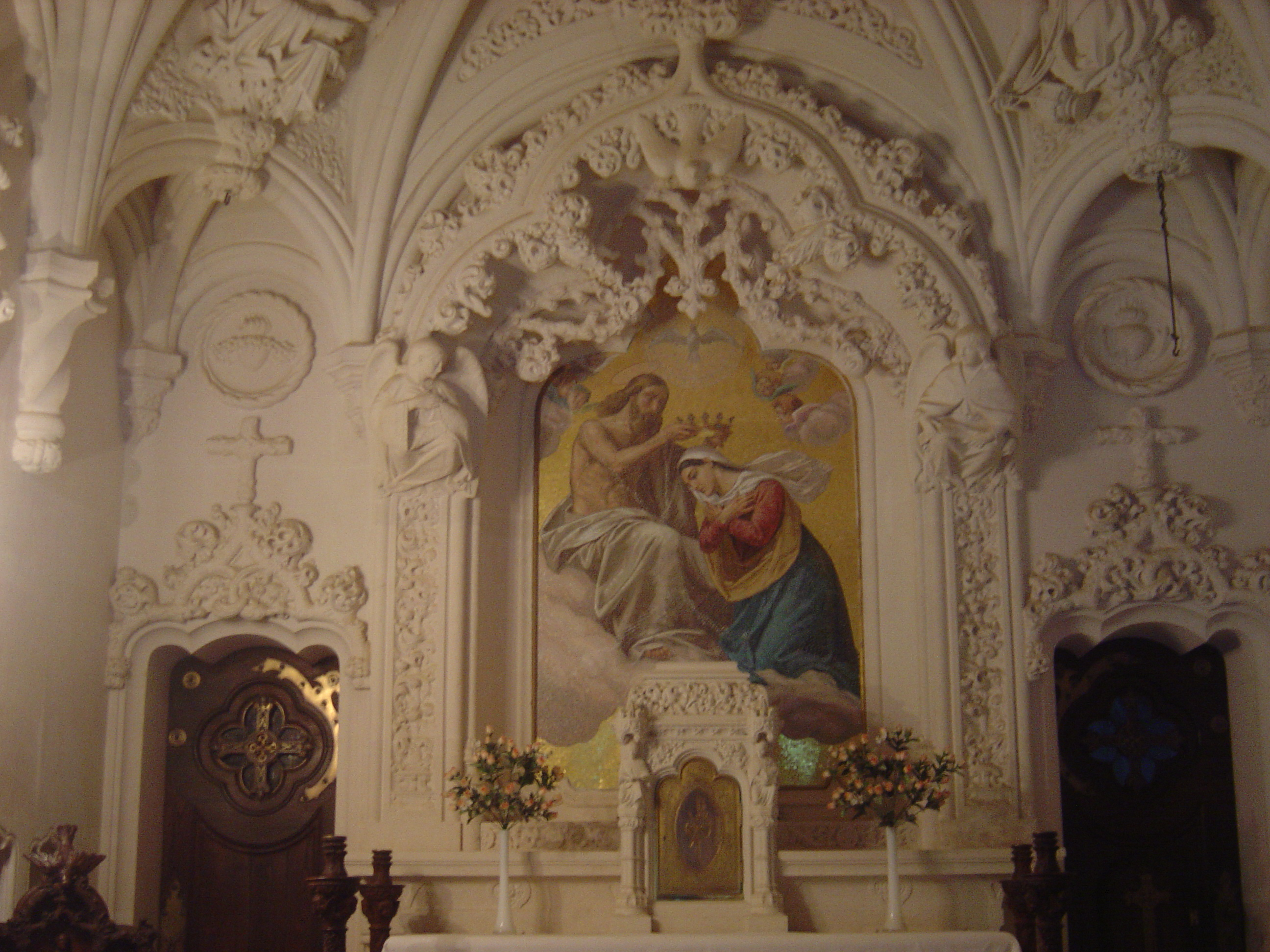
祭台上方的壁画：耶稣基督与圣母
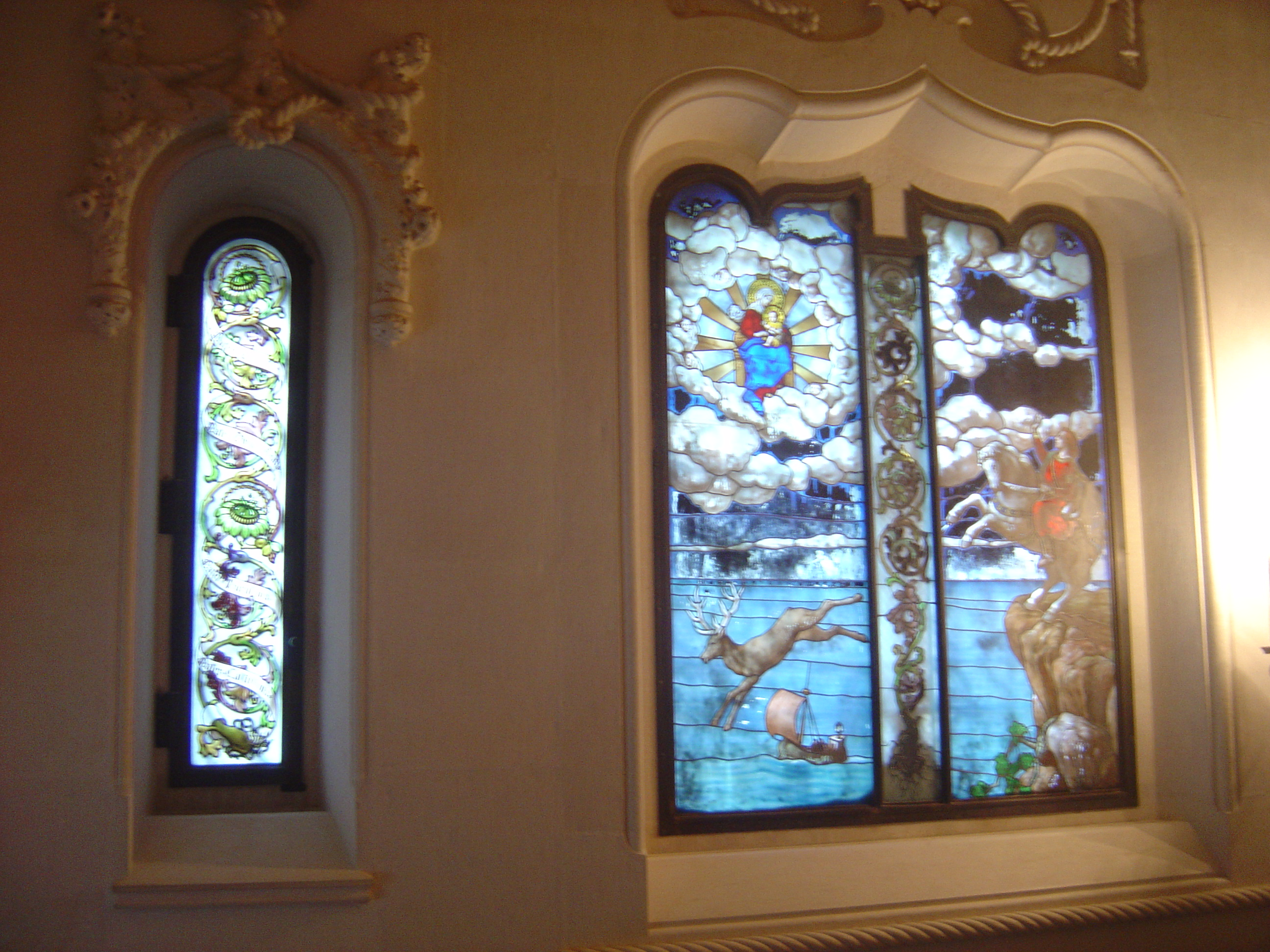
花窗玻璃
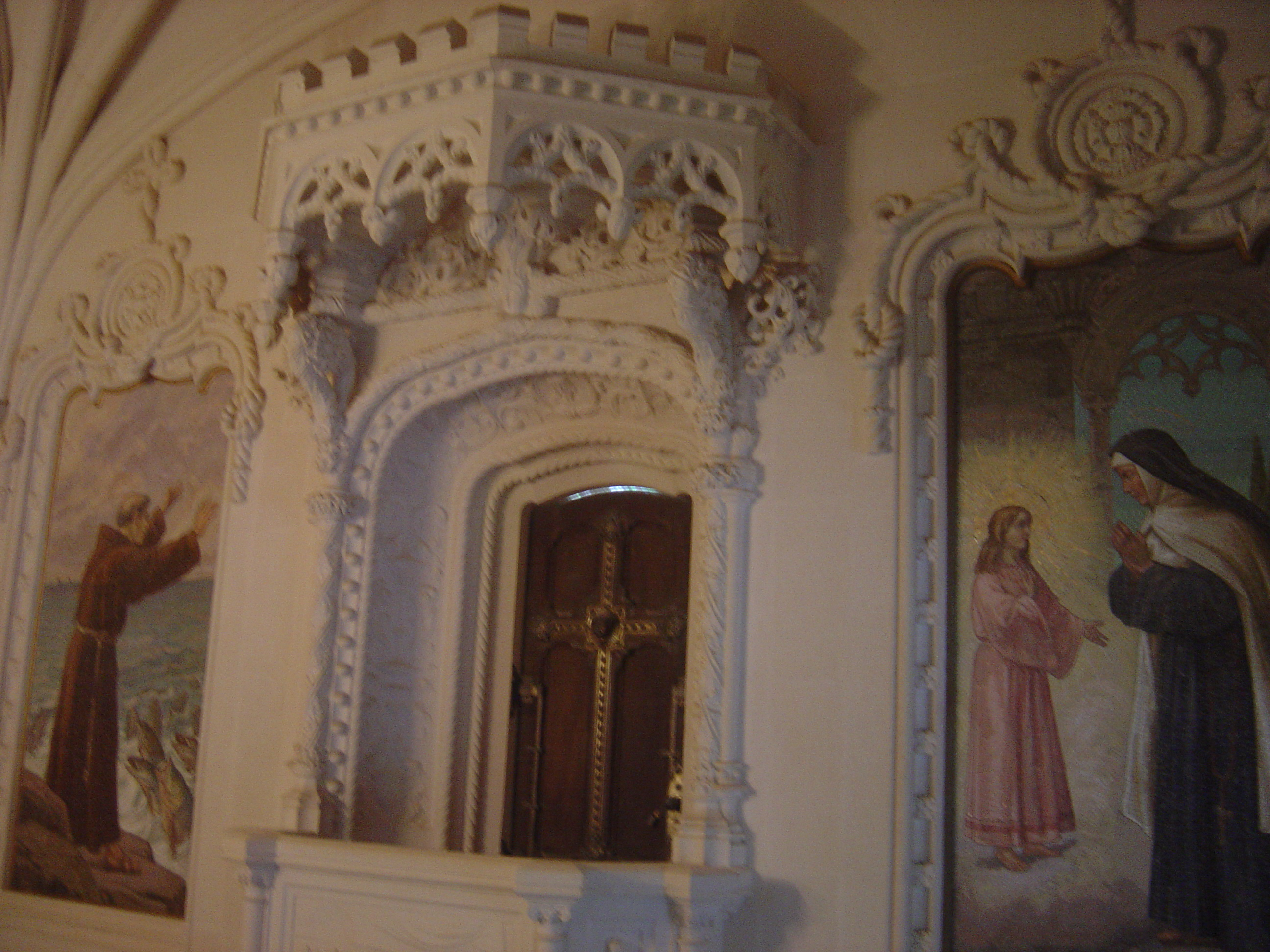
壁画
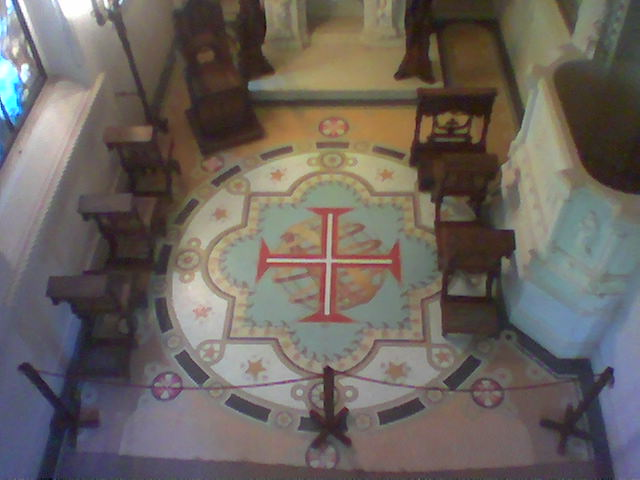
地板

- 凉亭
- 长椅
- 长椅
- 洞穴

## 延伸阅读
- Quinta da Regaleira: Sintra Portugal. Fundação Cultursintra
- Anes, José Manuel (1998, interviewed by Victor Mendanha). O Esoterismo da Quinta da Regaleira. Lisbon: Hugin
- Anes, José Manuel (2005). Os Jardins Iniciáticos da Quinta da Regaleira. Lisbon: Ed. Ésquilo
- Adrião, Vitor Manuel (2006). Quinta da Regaleira: A Mansão Filosofal de Sintra. Lisbon: Via Occidentalis Editora

38°47′46.87″N 9°23′45.71″W / 38.7963528°N 9.3960306°W